# Chaotic Wrestling New England Championship
Il Chaotic Wrestling New England Championship è il titolo secondario della Chaotic Wrestling.

## Albo d'oro
| Wrestler:         | Volte: | Data:             | Luogo:        | Note:                                                                                         |
| ----------------- | ------ | ----------------- | ------------- | --------------------------------------------------------------------------------------------- |
| Luis Ortiz        | 1      | 23 febbraio 2001  | Revere        |                                                                                               |
| Dukes Dalton      | 1      | 18 maggio 2001    | Revere        |                                                                                               |
| Luis Ortiz        | 2      | 25 maggio 2001    | Lawrence      |                                                                                               |
| Slyk Wagner Brown | 1      | 13 luglio 2001    | Lawrence      |                                                                                               |
| John Walters      | 1      | 7 settembre 2001  | Lawrence      |                                                                                               |
| Dukes Dalton      | 2      | 16 febbraio 2002  | Lowell        |                                                                                               |
| Billy Kryptonite  | 1      | 11 gennaio 2003   | North Andover |                                                                                               |
| Vince Vicallo     | 1      | 7 marzo 2003      | Methuen       |                                                                                               |
| Billy Kryptonite  | 2      | 5 aprile 2003     | Methuen       |                                                                                               |
| Vince Vicallo     | 2      | 6 giugno 2003     | Tewksbury     |                                                                                               |
| Arch Kincaid      | 1      | 4 ottobre 2003    | Methuen       |                                                                                               |
| Brian Black       | 1      | 30 aprile 2004    | Methuen       |                                                                                               |
| Tony Omega        | 1      | 29 ottobre 2004   | Lowell        |                                                                                               |
| Brian Milonas     | 1      | 29 ottobre 2004   | Lowell        |                                                                                               |
| Chase Del Monte   | 1      | 24 giugno 2005    | Lowell        |                                                                                               |
| Thomas Penmanship | 1      | 6 agosto 2005     | Methuen       |                                                                                               |
| Psycho            | 1      | 3 febbraio 2006   | Lowell        |                                                                                               |
| Darren Young      | 1      | 8 settembre 2006  | Lowell        |                                                                                               |
| Brian Fury        | 1      | 23 febbraio 2007  | Derry         |                                                                                               |
| Alex Arion        | 1      | 20 ottobre 2007   | Derry         |                                                                                               |
| Scott Reed        | 1      | 18 agosto 2008    | Lowell        |                                                                                               |
| Demon Ortiz       | 3      | 6 febbraio 2009   | Lowell        |                                                                                               |
| Scott Reed        | 2      | 29 maggio 2009    | Lowell        | In un Ladder Match.                                                                           |
| Elia Markopoulos  | 1      | 18 settembre 2009 | Lowell        |                                                                                               |
| Danny E.          | 1      | 13 novembre 2009  | Lowell        |                                                                                               |
| Julian Starr      | 1      | 12 marzo 2010     | Lowell        |                                                                                               |
| Brian Milonas     | 2      | 18 giugno 2010    | Lowell        |                                                                                               |
| Mikaze            | 1      | 2 ottobre 2010    | Lawrence      |                                                                                               |
| Max Bauer         | 1      | 7 gennaio 2011    | Woburn        |                                                                                               |
| Mikaze            | 2      | 21 gennaio 2011   | Lowell        |                                                                                               |
| Max Bauer         | 2      | 11 febbraio 2011  | Lowell        |                                                                                               |
| Alex Arion        | 2      | 21 ottobre 2011   | Lowell        |                                                                                               |
| Matt Taven        | 1      | 16 marzo 2012     | Woburn        | Sconfiggendo Taka Suzuki nella finale di un torneo dopo che il titolo era stato reso vacante. |
| Julian Starr      | 2      | 19 agosto 2012    | Hudson        |                                                                                               |
| Matt Taven        | 2      | 7 settembre 2012  | Woburn        |                                                                                               |
| Elia Markopulos   | 2      | 1º marzo 2013     | Lowell        | Battendo in un Fatal 4-Way per il titolo vacante Alex Arion, Scott Reed e Vinny Marseglia.    |